# Baryconus ramosus
Baryconus ramosus är en stekelart som först beskrevs av Jean-Jacques Kieffer 1910.  Baryconus ramosus ingår i släktet Baryconus och familjen Scelionidae. Inga underarter finns listade.